# Ле-Метери
Ле-Метери́ (фр. Les Métairies) — коммуна во Франции, находится в регионе Пуату — Шаранта. Департамент — Шаранта. Входит в состав кантона Жарнак. Округ коммуны — Коньяк.
Код INSEE коммуны — 16220.
Коммуна расположена приблизительно в 400 км к юго-западу от Парижа, в 105 км южнее Пуатье, в 26 км к западу от Ангулема.

## Население
Население коммуны на 2008 год составляло 563 человека.
| 1962 | 1968 | 1975 | 1982 | 1990 | 1999 | 2008 |
| ---- | ---- | ---- | ---- | ---- | ---- | ---- |
| 320  | 318  | 384  | 416  | 533  | 530  | 563  |

## Экономика
В 2007 году среди 355 человек в трудоспособном возрасте (15—64 лет) 252 были экономически активными, 103 — неактивными (показатель активности — 71,0 %, в 1999 году было 74,3 %). Из 252 активных работали 228 человек (116 мужчин и 112 женщин), безработных было 24 (11 мужчин и 13 женщин). Среди 103 неактивных 23 человека были учениками или студентами, 55 — пенсионерами, 25 были неактивными по другим причинам.

## Достопримечательности
- Курган и стоянка эпохи неолита. Исторический памятник с 1930 года[3]

## Фотогалерея

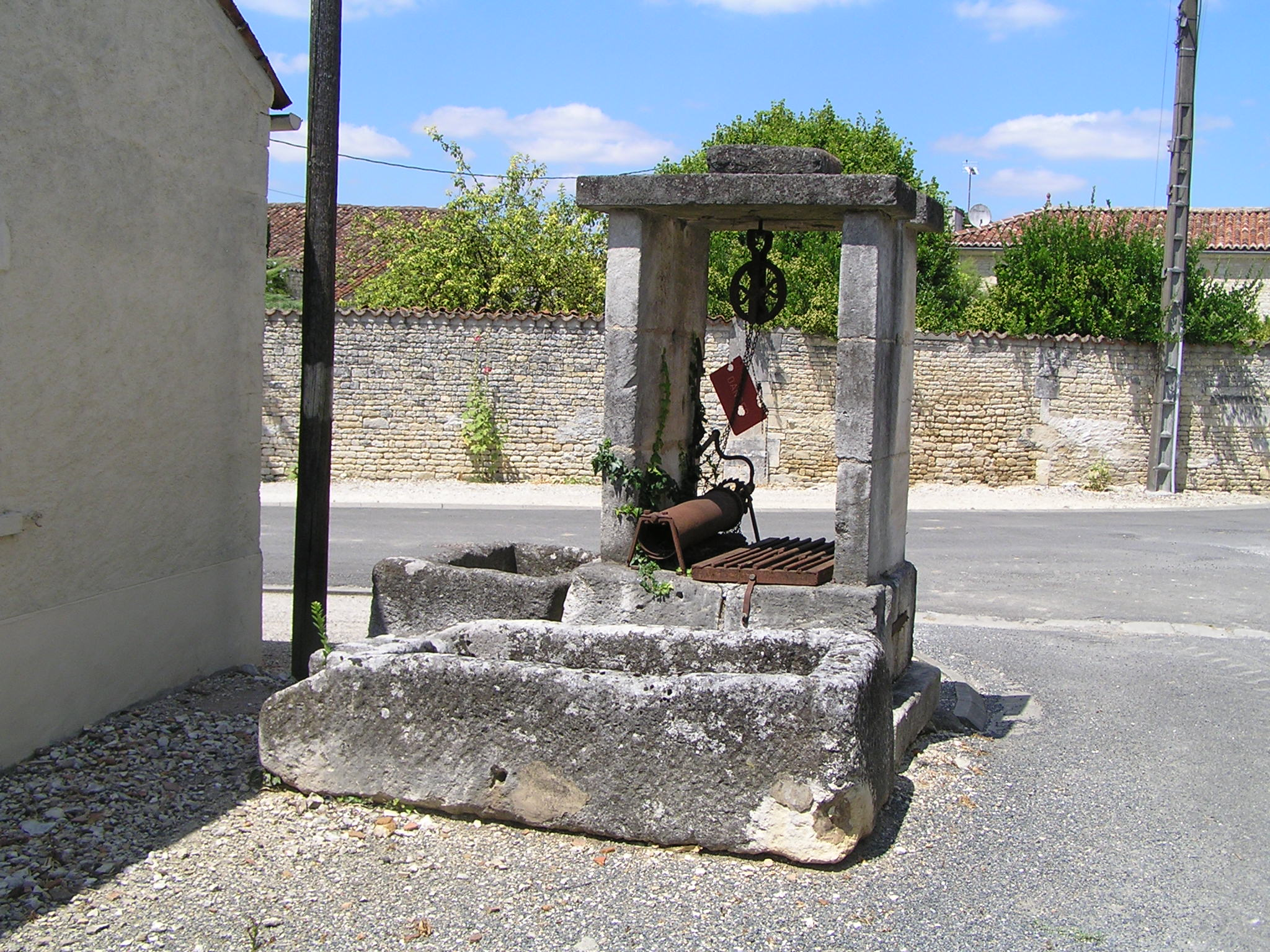
Колодец
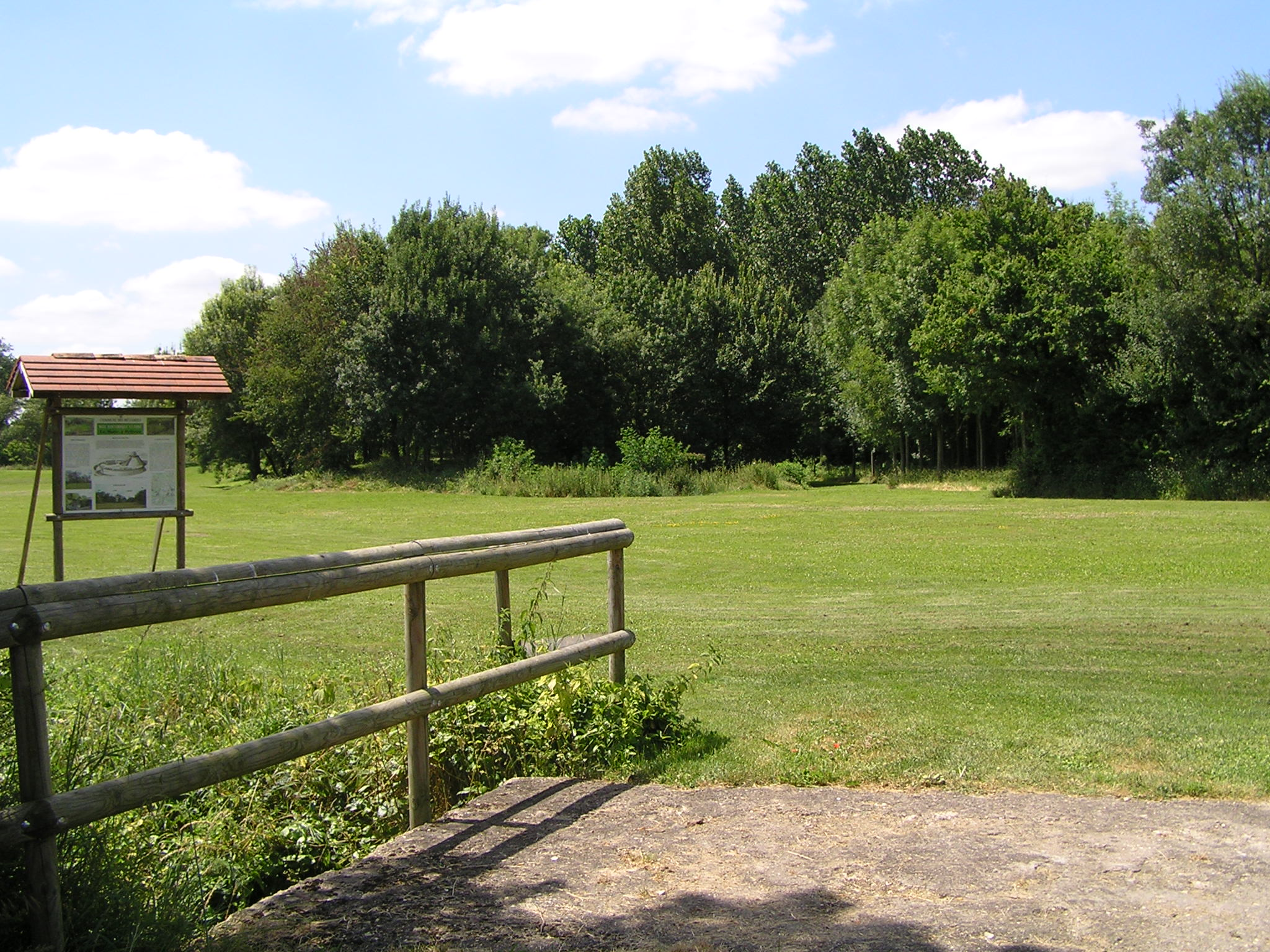
Курган и стоянка
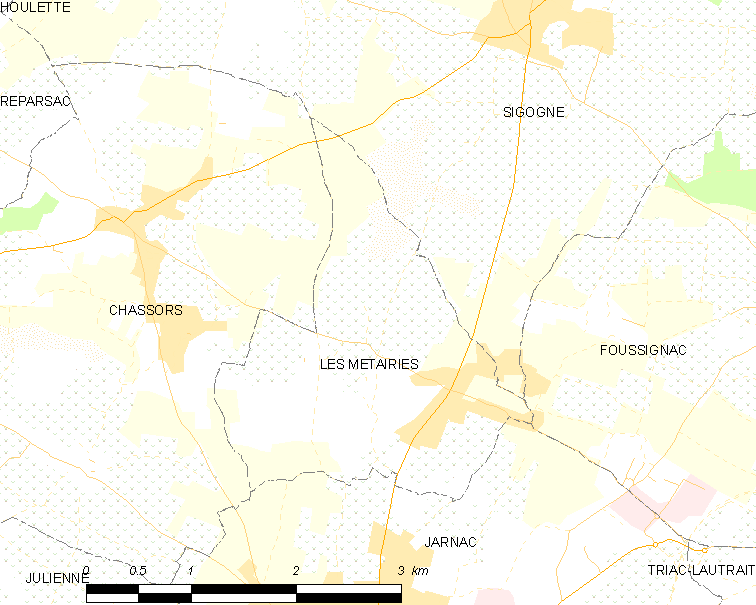
Карта коммуны